# ジェフリー・ホール＝セイ
ジェフリー・ホール＝セイ（Geoffrey Hall-Say、1864年4月27日 - 1940年1月21日）は、イギリス出身の男性フィギュアスケート選手。1908年ロンドンオリンピック男子スペシャルフィギュア銅メダリスト。

## 経歴
- 1908年ロンドンオリンピックの男子スペシャルフィギュアに出場し銅メダルを獲得。
- 1940年死去。

## 主な戦績
| 大会/年      | 1908-09 |
| ------------ | ------- |
| オリンピック | 3       |